# Čajetina (općina)
Općina Čajetina (srpski: Општина Чајетина) je općina u Zlatiborski okrugu u zapadnoj Srbiji. Središte općine je grad Čajetina.

## Stanovništvo
Prema popisu stanovništva iz 2002. godine općina je imala 15.682 stanovnika,

## Naselja u općini
Alin Potok • Branešci • Golovo • Gostilje • Dobroselica • Drenova • Željine • Zlatibor • Jablanica • Kriva Reka • Ljubiš • Mačkat • Mušvete • Rakovica • Rožanstvo • Rudine • Sainovina • Semegnjevo • Sirogojno • Stublo • Tripkova • Trnava • Čajetina • Šljivovica

## Vanjske poveznice
- Službena stranica općine